# Quartier de Croulebarbe
Quartier de Croulebarbe är Paris 52:a administrativa distrikt, beläget i trettonde arrondissementet. Distriktet är uppkallat efter familjen Croulebarbe, vars grundare Jean de Croulebarbe i början av 1200-talet ägde vingårdar och kvarnar vid Bièvre, ett biflöde till Seine.
Trettonde arrondissementet består även av distrikten Salpêtrière, Gare och Maison-Blanche.

## Sevärdheter
- Sainte-Rosalie
- Cité fleurie
- Manufacture des Gobelins
- Îlot de la Reine Blanche / Château de la Reine Blanche
- Square René-Le Gall

## Bilder
| - De fyra administrativa distrikten i Paris trettonde arrondissement. - Sainte-Rosalie. - Cité fleurie. - Square René-Le Gall. |

## Kommunikationer
- Tunnelbana – linje  – Les Gobelins